# Ziad Bakri
Ziad Bakri, anche accreditato come Ziyad Bakri (in arabo: زياد بكري, in ebraico: זיאד בכרי; Giaffa, 27 marzo 1980), è un attore, regista e direttore della fotografia palestinese con cittadinanza israeliana.

## Biografia e carriera
Ziad Bakri è il terzo figlio del regista Mohammad Bakri e fratello di Saleh Bakri, Adam Bakri e Mahmood Bakri. Nato in Israele, studiò cinema a Tel Aviv, diplomandosi in arte drammatica al Nissan Nativ Acting Studio, in fotografia alla scuola d'arte Camera Obscura, e in regia alla Minshar School of Art.
Ziad iniziò la sua carriera recitando a teatro. Nel 2008 entrò nel cast di The Shooting of Thomas Hurndall, un film televisivo britannico sull'assassinio dell'attivista inglese Tom Hurndall. Ricoprì in seguito ruoli cinematografici in co-produzioni internazionali, ottenendo la parte principale nei film Blind Sun e Inyanim ishiayim. Nel 2016 fu il protagonista del cortometraggio Mare Nostrum, premiato come best short film al Giffoni Film Festival 2017. Dal 2015 al 2016 ha preso parte alla prima e seconda stagione della serie televisivisa francese Le Bureau - Sotto copertura.
Il suo esordio alla regia è del 2011 con il cortometraggio The Salt Fisherman. Il film ottenne una candidatura come miglior cortometraggio al Festival internazionale del cinema di Dubai. Ziad curò inoltre la fotografia cinematografica del docufilm Zahra, vincitore nel 2010 del premio miglior documentario al Festival del cinema africano, d'Asia e America Latina di Milano.
Nel 2018, è protagonista del lungometraggio Mafak, storia drammatica sul ritorno in società di un ex-detenuto palestinese, diretta dal regista esordiente Bassam Jerbawi. Il film fu presentato in anteprima alla quindicesima edizione delle Giornate degli Autori. Un anno dopo, alla Mostra del Cinema di Venezia, fu presentato in concorso il cortometraggio Give Up the Ghost, dove Bakri recita da protagonista al fianco di Maria Zreik. Nel 2021 recita nel cast di Amira, del regista egiziano Mohamed Diab, un film sul conflitto arabo-israeliano pluri-premiato a Venezia e a Roma.
Successivamente è stato protagonista di tre film sul conflitto siriano: il lungometraggio The Translator, dai registi di Mare Nostrum; il commovente cortometraggio Tala'vision, vincitore del Gold Student Academy Award; e il film di Alessio Cremonini Profeti con protagonista Jasmine Trinca. Girato in Puglia nel 2021, è il primo lavoro di Bakri in Italia, nei cinema dal 26 gennaio 2023.

## Filmografia parziale

### Attore
Cinema
- Zion and His Brother (Zion Ve Ahiv), regia di Eran Merav (2009)
- Il tempo che ci rimane (The Time that Remains), regia di Elia Suleiman (2009)
- Zindeeq, regia di Michel Khleifi (2009)
- Miral, regia di Julian Schnabel (2010)
- Water, vari registi (2012) – segmento Eye Drops
- Self Made (Boreg), regia di Shira Geffen (2014)
- Blind Sun, regia di Joyce A. Nashawati (2015)
- Inyanim ishiayim, regia di Maha Haj (2016)
- Mafak, regia di Bassam Jerbawi (2018)
- The Translator, regia di Rana Kazkaz e Anas Khalaf (2020)
- Amira, regia di Mohamed Diab (2021)
- The Weekend Away, regia di Kim Farrant (2022)
- Profeti, regia di Alessio Cremonini (2023)
- Ganapath, regia di Vikas Bahl (2023)
- The Strangers' Case, regia di Brandt Andersen (2024)
- Les Barbares, regia di Julie Delpy (2024)
- The Sand Castle, regia di Matty Brown (2024)

Cortometraggi
- Six and half minutes in Tel Aviv (6.5 Dakot Betel Aviv), regia di Mirey Brantz (2008)
- Who am I after your exile in me, regia di Marc Ruchmann (2015)
- Mare Nostrum, regia di Rana Kazkaz e Anas Khalaf (2016)
- Bonboné, regia di Rakan Mayasi (2017)
- Give Up the Ghost, regia di Zain Duraie (2019)
- Tala'vision, regia di Murad Abu Eisheh (2020)
- Arnoos, regia di Samer Battikhi (2021)
- Mar Mama, regia di Majdi El-Omari (2023)

Televisione
- The Shooting of Thomas Hurndall, regia di Rowan Joffe (2008) – film TV
- Le Bureau - Sotto copertura – serie TV, 12 episodi (2015–2017)

Video musicali
- Stella Cometa – terzo singolo dell'album Capo Horn di Jovanotti (1999)[12]

### Regista
- The Salt Fisherman (Sayyad elmilh) (2011) – cortometraggio

### Direttore della fotografia
- Zahra, regia di Mohammad Bakri (2009)
- Dialogue with the Unseen, regia di Valerio Rocco Orlando (2019)

## Riconoscimenti
- Festival internazionale del cinema di Dubai
  - 2011 – Candidatura al miglior cortometraggio per The Salt Fisherman
- Festival internazionale del cinema di Porto
  - 2016 – Migliore attore per Blind Sun

## Doppiatori italiani
Nelle versioni in italiano dei suoi film Ziad Bakri è stato doppiato da:
- Carlo Scipioni in Le Bureau - Sotto copertura